# Фридрих II (бургграф Нюрнберга)
Фридрих II фон Нюрнберг-Цоллерн (нем. Friedrich II. von Nürnberg-Zollern, ок. 1188 — 30 декабря 1255) — бургграф Нюрнберга ок. 1200 по 1218 годы, граф Цоллерна, под именем Фридрих IV с 1218 года, родоначальник швабской ветви Гогенцоллернов.

## Жизнь
Фридрих II был младшим сыном бургграфа Нюрнберга Фридриха I и Софии фон Раабс. После смерти своего отца ок. 1200 года он получил в наследство земли, перешедшие дому Гогенцоллернов через его мать, Софию фон Раабс, и стал бургграфом Нюрнберга, под именем Фридрих II. Однако в 1218 году (по другой версии – в 1214 году) произошел передел наследства между Фридрихом и его старшим братом Конрадом. Фридрих передал Нюрнберг и титул бургграфа Конраду, а сам получил от него коренные владения Гогенцоллернов в Швабии — графство Цоллерн. Как граф Цоллерна он принял имя Фридрих IV. Таким образом произошло разделение дома Гогенцоллернов на две ветви: франконскую и швабскую.

## Брак и дети
Жена: Елизавета фон Абенберг, дочь графа Генриха фон Абенберг
- Фридрих V (1228—1289), граф фон Цоллерн с 1255
- Софья (ум. 1260/1270); муж: с 1248 Конрад I (1226—1271), граф фон Урах-Фрайбург